# Kanton Angers-Est
Kanton Angers-Est (fr. Canton d'Angers-Est) je francouzský kanton v departementu Maine-et-Loire v regionu Pays de la Loire. Tvoří ho tři obce.

## Obce kantonu
- Angers (východní část)
- Le Plessis-Grammoire
- Saint-Barthélemy-d'Anjou